# Marilyn Silverstone
Marilyn Silverstone (* 9. März 1929 in London; † 28. September 1999 in Nepal) war eine vielfach preisgekrönte britische Dokumentarfotografin und Mitglied der Fotoagentur Magnum. Sie bekehrte sich in Indien zum Buddhismus und wurde Nonne und geweihte Priesterin.

## Erste Jahre
Marilyn wurde als älteste von drei Töchtern von Murray and Dorothy Silverstone in London geboren. Ihr Vater war Sohn polnischer Einwanderer. Er wurde zunächst Geschäftsführer, später Präsident der Filmgesellschaften United Artists und 20th Century Fox und arbeitete in London mit Charlie Chaplin und anderen Filmstars zusammen. Kurz vor Kriegsausbruch in Europa siedelte die Familie in die USA über.
Marilyn Silverstone wuchs in Scarsdale (New York) auf und besuchte eine Privatschule für Mädchen mit Schwerpunkt Kunst, das Wellesley College. Es folgte ein einjähriger Fotokursus. Anfang der Fünfzigerjahre arbeitete sie für die Kunstzeitschrift Art news und einige Design-Magazine. Anschließend reiste sie nach Italien, um künstlerische Dokumentarfilme zu gestalten.

## Wirken als Fotografin
1955 machte sich Marilyn Silverstone als freischaffende Fotojournalistin selbstständig. Sie reiste durch Europa, Afrika und den Mittleren Osten, immer auf der Suche nach Motiven, die ihrer Vorstellung entsprachen.
1956 fuhr sie in Begleitung des indischen Musikers, Komponisten und Fotografen Ravi Shankar nach Indien. Sie verließ den Subkontinent bei dieser Reise erst 1959. Was als Kurztrip gedacht war, geriet zum Beginn einer Faszination für Indien, die ihr ganzes weiteres Leben bestimmte.
Ihre Fotoserie von der Ankunft des Dalai Lama im indischen Exil, als er 1959 nach einem gescheiterten Aufstand gegen die Herrschaft der Volksrepublik China  flüchtete, wurde von der Zeitschrift Life als Titelgeschichte herausgebracht. Langsam wurde Marilyn Silverstone von Kollegen als ernstzunehmende Fotografin wahrgenommen.
In dieser Zeit verliebte sie sich in Frank Moraes, einen Redakteur des The Indian Express. Bis 1973 lebte das Paar in New Delhi zusammen. Zu ihren Freunden gehörten vor allem Intellektuelle aus Kultur und Gesellschaft. Kritische Leitartikel von Moraes erregten den Zorn von Premierministerin Indira Gandhi. Die Situation für Moraes wurde gefährlich, weshalb das Paar 1973 entschied, nach London auszuweichen. Hier starb Frank Moraes 1974.
Seit 1967 war Marilyn Silverstone Vollmitglied der renommierten Fotoagentur Magnum. Sie war erst die fünfte Frau, der diese Ehre zuteilwurde. Für Magnum fotografierte sie im Iran, in Israel, Indien, Bhutan, Nepal und Japan. Sie machte Fotoreportagen vom oft ärmlichen Leben der einfachen Bevölkerung, vor allem in Städten, bis hin zu Innenansichten prachtvoller Paläste. Sie fotografierte Albert Schweitzer und die Krönung des Schahs von Persien.
Als sie im September 1999 im Kloster in der Nähe von Kathmandu im Sterben lag, bereitete die Scottish National Portrait Gallery in Edinburgh gerade eine Ausstellung ihrer Werke, gemeinsam mit den Bildern weiterer Magnum-Fotografen, vor. Am Tag ihres Todes war die Ausstellung fast fertiggestellt. So geriet ein Seminar der St. Andrews University zum Thema der Ausstellung nach dem Tod Silverstones zu einer Gedenkveranstaltung mit Würdigung ihrer Lebensleistung.

## Wirken als Buddhistin
Silverstones Hinwendung zum Buddhismus fand ihren Anfang – so erzählt sie später – mit dem Buch Geheimes Tibet von Fosco Maraini, das sie als Teenager während einer Krankheit las und das in ihrem Gedächtnis haften blieb.
Ende der Sechzigerjahre hatte sie eine Reportage über einen tibetanischen buddhistischen Lama namens Khanpo Rinpoche erstellt. Als Rinpoche in den Siebzigerjahren aus medizinischen Gründen nach London reiste, schloss sie sich seinem Gefolge an. Sie beschloss, tibetanisch zu lernen, um bei ihm Buddhismus zu studieren. Nach dem Tod ihres Freundes Frank Moraes 1974 entschied sie, sich einem weiteren buddhistischen Lama anzuschließen, Khentse Rinpoche, als der London in Richtung eines entlegenen Klosters in der Nähe von Kathmandu in Nepal verließ.
Marilyn Silverstone zog in das Kloster und legte 1977 das Gelübde als buddhistische Nonne ab. Sie nahm den Namen Bhikshuni Ngawang Chödrön an. Für ihre engen Freunde war sie nun Ani Marilyn. Zu ihren ersten Aufgaben gehörte es, sich um buddhistische Jugendliche zu kümmern. Dazu gehörte auch eine Gruppe junger Mädchen, die nach schlimmen Erlebnissen aus Tibet geflüchtet waren und nun untergebracht und versorgt werden mussten. Ferner erforschte Silverstone das aussterbende Brauchtum von Rajasthan und den Königreichen des Himalaja. 1987 wurde sie in einer feierlichen Zeremonie in Hongkong zur Priesterin geweiht.
Im Jahr 1999 stellten Ärzte bei Ngawang Chödrön die Diagnose: Krebs. Sie reiste zur Behandlung in die Vereinigten Staaten. Dort erfuhr sie, dass ihre Krankheit nicht mehr zu heilen war. Sie beschloss, in Nepal zu sterben, in dem sie die vergangenen 25 Jahre gelebt hatte. Fluggesellschaften weigerten sich zunächst, sie in ihrem schlechten Gesundheitszustand zu befördern. Das gelang erst, als sie einen Arzt fand, der sie auf ihrer Rückkehr nach Kathmandu begleitete.
Ngawang Chödrön (Marilyn Silverstone) starb 1999 inmitten ihrer buddhistischen Gemeinschaft, für die sie gearbeitet hatte, um sie zu bewahren.

## Schriften
- Gurkhas And Ghosts: The Story Of A Boy In Nepal. Verlag Methuen Publishing, London 1964. (Nachdruck bei Criterion Books, New York, 1970) ISBN 0-316-92875-5.
- Bala: Child of India. Hastings House, New York 1968. ISBN 0-8038-0670-1.
- Ocean of Life: Visions of India and the Himalayan Kingdoms. Verlag Aperture Foundation, New York 1985. ISBN 0-89381-195-5.